# Politiets registerblade
Politiets registerblade var en forløber for folkeregistret i København. Her blev alle københavnere over 10 år registreret i perioden 1890-1923.

## Baggrund
Politiet havde i slutningen af 1800-tallet brug for at have et register, der viste hvor folk i København boede, og hvad de levede af. Der førtes i forvejen mandtalslister, som blev udfyldt af de københavnske husejere to gange om året, svarende til de officielle flyttedage. Her skulle angives hvilke personer over 10 år, der boede i deres ejendom. Disse lister afleveredes til politiet, som så selv førte et navneregister til. Det var dog ikke nok for politiet af have disse lister. I løbet af det halve år, der gik mellem, at listerne blev ført, kom der personer til byen på kortere eller længere ophold, ligesom flytninger også skete mellem de officielle flyttedage. Registerbladene blev udarbejdet af politiet i 1890-92 på baggrund af mandtalslisterne.
Når et barn fyldte 14 år, fik vedkommende sit eget registerblad. Ved ægteskab blev kvinden overført til mandens registerblad. Børn mellem 10 og 14 år blev opført på faderens registerblad.
Registerbladene omfattede borgere i Københavns Kommune i perioden 1890-1923. I 1901/1902 blev Brønshøj, Valby og Sundbyerne en del af Københavns Kommune og blev dermed også omfattet af registerbladene.
Når en person med registerblad døde, overførtes bladet til et andet register, de såkaldte dødeblade.

## Digitalisering
I dag befinder registerbladene sig på Københavns Stadsarkiv. Siden efteråret 2009 har frivillige arbejdet på at digitalisere registerbladene, så avancerede søgninger bliver mulige. Alle navne på de ca. 1,4 mio. personer, der har eget registerblad er indtastet. Nu arbejdes der mod en komplet registrering af alle oplysningerne på bladene, dvs. samtlige adresser og navne på ægtefæller og børn.
Det viste registerblad er således også blevet digitaliseret og stadsarkivets kopi af bladet samt dets afskrift kan via stadsarkivets søgemaskine nemt findes.
Bladene er særligt efter digitaliseringen en hyppigt benyttet kilde til personalhistorisk forskning, herunder slægtsforskning, om københavnere.